# Topshelf Open 2013
Topshelf Open 2013 byl společný tenisový turnaj mužského okruhu ATP World Tour a ženského okruhu WTA Tour, který se hrál v Autotron parku na otevřených travnatých dvorcích. Konal se mezi 16. až 22. červnem 2013 v nizozemském Rosmalenu u 's-Hertogenbosche jako 24. ročník turnaje.
Mužská polovina se řadila do kategorie ATP World Tour 250 a její dotace činila 467 800 eur. Ženská část s rozpočtem 235 000 dolarů byla součástí WTA International Tournaments.
Nejvýše nasazenými byli v mužské dvouhře světová čtyřka David Ferrer ze Španělska a v ženském singlu jedenáctá hráčka žebříčku Roberta Vinciová z Itálie.

## Dvouhra mužů

### Nasazení
| Stát          | Hráč                 | ATP1) | Nasazení |
| ------------- | -------------------- | ----- | -------- |
| Španělsko     | David Ferrer         | 4.    | 1.       |
| Švýcarsko     | Stanislas Wawrinka   | 10.   | 2.       |
| Spojené státy | John Isner           | 21.   | 3.       |
| Francie       | Benoît Paire         | 25.   | 4.       |
| Francie       | Jérémy Chardy        | 27.   | 5.       |
| Kypr          | Marcos Baghdatis     | 40.   | 6.       |
| Rumunsko      | Victor Hănescu       | 49.   | 7.       |
| Španělsko     | Daniel Gimeno Traver | 50.   | 8.       |

- 1) Žebříček ATP k 10. červnu 2013.[2]

### Jiné formy účasti
Následující hráčí obdrželi divokou kartu do hlavní soutěže:
- Marius Copil
- Thiemo de Bakker
- Jesse Huta Galung[3]

Následující hráči postoupili z kvalifikace:
- Stéphane Bohli
- Jan Hernych
- Nicolas Mahut
- Lucas Pouille
  -  Steve Darcis – jako šťastný poražený

### Odhlášení
před zahájením turnaje
- Alejandro Falla
- Marcel Granollers
- Jürgen Melzer
- Igor Sijsling
- Dmitrij Tursunov

### Skrečování
- Benoît Paire

## Mužská čtyřhra

### Nasazení
| Stát      | Hráč              | Stát          | Hráč              | ATP1 | Nasazení |
| --------- | ----------------- | ------------- | ----------------- | ---- | -------- |
| Pákistán  | Ajsám Kúreší      | Nizozemsko    | Jean-Julien Rojer | 23.  | 1.       |
| Bělorusko | Max Mirnyj        | Rumunsko      | Horia Tecău       | 31.  | 2.       |
| Mexiko    | Santiago González | Spojené státy | Scott Lipsky      | 48.  | 3.       |
| Francie   | Michaël Llodra    | Francie       | Nicolas Mahut     | 57.  | 4.       |

- 1 Žebříček ATP k 10. červnu 2013; číslo je součtem umístění obou členů dvojice.

### Jiné formy účasti
Následující dvojice obdržely divokou kartu do hlavní soutěže:
- Thiemo de Bakker /  Jesse Huta Galung
- David Goffin /  Dick Norman

The following pair received entry as alternates:
- Jevgenij Donskoj /  Alex Kuznetsov

## Ženská dvouhra

### Nasazení
| Stát      | Hráčka                    | WTA1) | Nasazení |
| --------- | ------------------------- | ----- | -------- |
| Itálie    | Roberta Vinciová          | 11.   | 1.       |
| Slovensko | Dominika Cibulková        | 18.   | 2.       |
| Španělsko | Carla Suárezová Navarrová | 19.   | 3.       |
| Belgie    | Kirsten Flipkensová       | 20.   | 4.       |
| Německo   | Mona Barthelová           | 31.   | 5.       |
| Švýcarsko | Romina Oprandiová         | 32.   | 6.       |
| Polsko    | Urszula Radwańská         | 38.   | 7.       |
| Francie   | Kristina Mladenovicová    | 39.   | 8.       |

- 1) Žebříček WTA k 10. červnu 2013.

### Jiné formy účasti
Následující hráčky obdržely divokou kartu do hlavní soutěže:
- Michaëlla Krajiceková[4]
- Arantxa Rusová
- Daniela Hantuchová

Následující hráčky postoupily z kvalifikace:
- Andrea Hlaváčková
- An-Sophie Mestachová
- Garbiñe Muguruzaová
- Julia Putincevová
  -  Lesja Curenková – jako šťatná poražená

### Odhlášení
před zahájením turnaje
- Romina Oprandiová

### Skrečování
- Daniela Hantuchová
- Magdaléna Rybáriková

## Ženská čtyřhra

### Nasazení
| Stát        | Hráčka                | Stát          | Hráčka                        | WTA1 | Nasazení |
| ----------- | --------------------- | ------------- | ----------------------------- | ---- | -------- |
| Česko       | Daniela Hantuchová    | Slovensko     | Andrea Hlaváčková             | 56.  | 1.       |
| Rumunsko    | Irina-Camelia Beguová | Španělsko     | Anabel Medinaová Garriguesová | 94.  | 2.       |
| Japonsko    | Šúko Aojamová         | Spojené státy | Megan Moultonová-Levyová      | 124. | 3.       |
| Portugalsko | Nina Bratčikovová     | Bělorusko     | Olga Govorcovová              | 150. | 4.       |

- 1 Žebříček WTA k 10. červnu 2013; číslo je součtem umístění obou členek dvojice.

### Jiné formy účasti
Následující páry obdržely divokou kartu do hlavní soutěže:
- Demi Schuursová /  Angelique van der Meetová

### Odhlášení
před zahájením turnaje
- Daniela Hantuchová

## Přehled finále

### Mužská dvouhra
- Nicolas Mahut vs.  Stanislas Wawrinka, 6–3, 6–4

- Nicolas Mahut vyhrál premiérový singlový titul kariéry.

### Ženská dvouhra
- Simona Halepová vs.  Kirsten Flipkensová, 6–4, 6–2

- Simona Halepová získala druhý singlový titul sezóny a druhý v kariéře V předcházejícím týdnu vyhrála norimberský turnaj Nürnberger Versicherungscup.

### Mužská čtyřhra
- Max Mirnyj /  Horia Tecău vs.  Andre Begemann /  Martin Emmrich, 6–3, 7–6(7–4)

### Ženská čtyřhra
- Irina-Camelia Beguová /  Anabel Medinaová Garriguesová vs.  Dominika Cibulková /  Arantxa Parraová Santonjaová, 4–6, 7–6(7–3), [11–9]